# デカメロン
『デカメロン』（Decameron）は、ジョヴァンニ・ボッカッチョによる物語集。ダンテの『神曲』に対して、『人曲』とも呼ばれる。また、デカメロンはギリシャ語の「10日」（deka hemerai）に由来し、『十日物語』とも和訳される。1348年から1353年にかけて製作された。サブタイトルは「ガレオット公爵」で、アーサー王物語においてランスロットの不倫の恋を仲立ちしたキャラクターの名前から取られている。
1348年に大流行したペストから逃れるためフィレンツェ郊外に引きこもった男3人、女7人の10人が退屈しのぎの話をするという趣向で、10人が10話ずつ語り、全100話からなる。内容はユーモアと艶笑に満ちた恋愛話や失敗談などで、それぞれ『千夜一夜物語』や『七賢者の書』から影響を受けている。チョーサーの『カンタベリー物語』やマルグリット・ド・ナヴァルの『エプタメロン』（七日物語）などに影響を与えた。
エーリヒ・アウエルバッハは、『デカメロン』の文体が、イタリア散文芸術の始まりだとする。また、古典古代以来初めて、現在の事件を描いた文体が教養のある階級を楽しませるようになったとも指摘した。

## 登場人物
- パンフィロ
- フィロストラト
- ディオネオ
- パンピネア
- フィアンメッタ
- フィロメナ
- エミリア
- ラウレッタ
- ネイフィレ
- エリッサ

## あらすじ
それぞれ10人の登場人物が順番に10日間のうちに1日ごとに王や女王役として任命される。この任命はその日の物語のテーマの選択にも影響して、2日間を除くすべての日にテーマが割り当てられている。10人の中で毎回10番目に物語を話すディオーネオだけは機転の為に、自らの選んだ主題を話すことが許されている。多くの評論家がディオーネオはボッカチオ自身を表現したのではないかと主張している。それぞれの日には物語に加え、他の日常の活動を描写することによって物語のフレームを続けるための短い紹介と結論が入っている。一日の合間にはたびたびイタリア語の民謡が挿入されている。

### 10日間の話のテーマ
日によって話のテーマが決められている。話者はそれに沿った話を披露していく。
1. 自由テーマ
2. 多くの苦難をへたのち成功や幸福を得た人の話
3. 長い間熱望したもの、あるいは失ったものを手に入れた話
4. 不幸な恋人たちの話
5. 不幸のあとに幸福に巡り合う恋人たちの話
6. とっさのうまい返答で危機を回避した人の話
7. 夫を騙した妻の話
8. 男が女を、女が男を騙す話
9. 自由テーマ
10. 気高く寛大な行為についての話

## 物語の概要一覧
| 日話         | 語り手         | 舞台                                                                              | 主な登場人物と物語に出てくる他の人物 |
| ------------ | -------------- | --------------------------------------------------------------------------------- | --- |
| 1日目第1話   | パンフィロ     | プラート                                                                          | プラートの聖チェパレロ ムシアット フランチャージ |
| 1日目第2話   | ネイフィレ     | ローマ・パリ                                                                      | ジャノーディシュヴイニー・アブラハム |
| 1日目第3話   | フィロメナ     | アレクサンドリア                                                                  | サラディン・エジプトのスルタン（メルキゼディク） |
| 1日目第4話   | ディオーネオ   | ルニジャーナ                                                                      | ヴエネディクト僧・若い娘・修道院長 |
| 1日目第5話   | フィアンメッタ | モンラート・ジェノヴア                                                            | 侯爵夫人・モンフェラート侯爵・フランス王 |
| 1日目第6話   | エミリア       | フィレンツィエ                                                                    | 二流の修道士詮索好きな黄金の髭の聖ヨハネ・金だけではなく感性のある優れた男 |
| 1日目第7話   | フィロストラト | カンデルラ・スカーラ、ペルガミーノ                                                | 皇帝フェリーゴ二世、クリューニーの僧のプリマッソ |
| 1日目第8話   | ラウレッタ     | ジェノヴア                                                                        | エルミーノ・デ・グリマルディ、グリエルモ・ボルゼージェーレ |
| 1日目第9話   | エリッサ       | ガスコーニュ・キプロス                                                            | キプロスの王 |
| 1日目第10話  | パンピネア     | ボローニャ                                                                        | ボローニャのアルベルト、マルゲリータ・デイ・ギゾリエーリ |
| 2日目第1話   | ネイフィレ     | トレヴィーゾ                                                                      | 聖アルリーゴ・マルティーソ、ステッキ・マルケーゼ |
| 2日目第2話   | フィロストラト | ボローニャ                                                                        | リナルド・ディ・アスティ（フェルラーラのアッゾ）未亡人、カスレル・グイリエルモ |
| 2日目第3話   | パンピネア     | フローレンス、ロンドン、ブリュージュ、ローマ、パリ、コーンウォール                | テナルド・アレッサンドロ、ランベルト・アゴランテ |
| 2日目第4話   | ラウレッタ     | アマルフィ海岸、ラヴェッロ、 エーゲ海 キプロス、 コルフ島、 ブリンディジ          | ランドルフォ・ルーフォロ、トルコの海賊、コルフ島の優しい女性 |
| 2日目第5話   | フィアンメッタ | ペルージャ、ナポリ、パレルモ                                                      | ペルージャ出身アンドレヴィッチョ、若い女性、大司教フィリッポ、ミヌート |
| 2日目第6話   | エミリア       | ナポリ、ポンツァ、ジェノヴァ、マグラ川                                            | ペーリトラ夫人、シチリア国守マンフレーディ、息子スカチャットとジュウフレディ、クラード、マラスピーナ夫人 |
| 2日目第7話   | パンフィロ     | アレクサンドリア、キオス、キプロス、アテネ、トルコ、スミルナ、エーゲ海 、ロードス | バビロンのスルタンバミネダッブ、ガルボの国王、アルティエル、召使い、城主ペリコーネ、マラート、ジェノヴァの若い兄弟、モアーレの太子、アテネの太子、チュウリアーチ、コンスタンティノポリスの皇帝、その息子のコンスタンティヌス、甥のマルヴェロ、カッパドキアの王バザーノ、トルコの王ヴズベック、バザーノの家臣アンティーオコ、アンティーゴノ |
| 2日目第8話   | エリッサ       | パリ・ロンドン                                                                    | アントワープ伯爵（グワーティエーリ）ヴィオーラント・ルイ・ペロージャネット |
| 2日目第9話   | フィロメナ     | アレクサンドリア、パリ、ジェノヴァ                                                | ジェノヴァの商人ベルナボ・ロメルリン・ヴェネツィアの商人アンブルオージョオロ |
| 2日目第10話  | ディオーネオ   | モナコ、 ピーサ                                                                   | パガニーノ・ダ・モナコ リッカドルド・ディ・キンチカ |
| 3日目第1話   | フィロストラト | ランポレッキオ                                                                    | マゼット・ダ・ランポレッキオ |
| 3日目第2話   | パンピネア     | パヴィア                                                                          | アジルルフの王 |
| 3日目第3話   | フィロメナ     | フィレンツィエ                                                                    | 高貴な女性 修道士 |
| 3日目第4話   | パンフィロ     | フィレンツェ                                                                      | ドン・フェリーツェ プッチョ モンナ・イザベッタ |
| 3日目第5話   | エリッサ       | ピストイア                                                                        | ジーマ・フランチェスコ・ヴェジェールレージ |
| 3日目第6話   | フィアンメッタ | ナポリ                                                                            | リーチャード・ミヌートロ・フィレリッぺ・シギノルフィ |
| 3日目第7話   | エミリア       | フィレンツェ                                                                      | テダルト |
| 3日目第8話   | ラウレッタ     | トスカーナ                                                                        | フェロンド |
| 3日目第9話   | ネイフィレ     | フィレンツェ                                                                      | ナボンヌジェラール,ナボンヌノジレット |
| 3日目第10話  | ディオーネオ   | カプサ                                                                            | アリベック ルスチィコ ネエルバーレ |
| 4日目第1話   | フィアンメッタ | サレルノ                                                                          | サレヌノ公タンクレーディ ギスムンダ グイスカルド |
| 4日目第2話   | パンピネア     | イモーラ ベニス                                                                   | アルベルト修道士、リゼッタ夫人 |
| 4日目第3話   | ラウレッタ     | マルセイユ クレタ                                                                 | 三姉妹 ニネッタ、マルグレーナ、バルテルラ |
| 4日目第4話   | エリッサ       | シチリア、チュニス、グラナダパレルノ、トラーパニ                                  | ジェルビーノ、ルッゼェーリ、ゴスタンツァ |
| 4日目第5話   | フィロメナ     | ナポリ、メッシーナ                                                                | エリザベッタ、ロレンツォ |
| 4日目第6話   | パンフィロ     | ブレッシャ                                                                        | アンドレウォーラ、ガブリオット |
| 4日目第7話   | エミリア       | フィレンツェ                                                                      | シモーナ、パスクィーノ |
| 4日目第8話   | ネイフィレ     | パリ、フィレンツェ                                                                | ジローラモ、サルヴェストラ |
| 4日目第9話   | フィロストラト | プロパンス、ロッシリオーネ                                                        | グリエルモ・ロッシリオーネ殿、グリエルモ・グワルダスターニョ、プロヴァンス伯 |
| 4日目第10話  | ディオーネオ   | プロパンス                                                                        | 医師マッツェオ・デルラ・モンターニュ、ルッジェーリ |
| 5日目第1話   | パンフィロ     | クレタ、ロードス、キプロス                                                        | チモーネ、エフィジェーニア、リジーマコ、カッサンドレーア |
| 5日目第2話   | エミリア       | リーパリ島、バルビリースーザア、チェニス                                          | ゴスタンツァ、マルトゥチョ |
| 5日目第3話   | エリッサ       | ローマ、アナーニ                                                                  | ピエートロ・ボッカマッツァ、アニョーレラ、ジリオッツ・サウルロ |
| 5日目第4話   | フィロストラト | ロマーニャ                                                                        | 紳士リーツィオ・ディ。ヴァルボーナ、リチャード・マナルディ、ジャコミーナ夫人 |
| 5日目第5話   | ネイフィレ     | ファーノ、ファエンツァ                                                            | クレモニア出身グイドット、パヴィーア出身ジャコミーノ、ジャンノーレ・ディ・セヴェリーノ、ミンギーノ・ディ・ミンゴレ |
| 5日目第6話   | パンピネア     | イスキア、プローチダ、スカレーア、パレルモ                                        | プローチダ出身ジャンニ、イスキア島出身レスティツトゥータ シチリア王フェデリーゴ、ルッジェーリ・デ・ローリア |
| 5日目第7話   | ラウレッタ     | シチリア島、アルメニア                                                            | 貴族アメリーゴ・アバーテ・トラーパニ、テオドーロ（ピエートロ）ヴィオランテ、トラーパニの代官クラード、フィネーオ |
| 5日目第8話   | フィロメナ     | ラヴェンナ、キアッシ、ラヴェンナの古い港                                          | ナタージョ・デリ・オネスティ、パーオロ・トラヴェルサーロとその娘、騎士（グイド・デリ・アナスタージ） |
| 5日目第9話   | フィアンメッタ | フィレンツェ                                                                      | フェデリーゴ・デリ・アルベリーギ、ジョヴァンナ夫人、コッポ・ディ・ボルケーゼ・ドメーニキ |
| 5日目第10話  | ディオーネオ   | ペルージャ                                                                        | ピエートロ・ディ・ヴィンチョロ、エルコラーノ |
| 6日目第1話   | フィロメナ     | フィレンツェ                                                                      | オレッタ夫人 |
| 6日目第2話   | パンピネア     | フィレンツェ                                                                      | パン屋のチスティ・ジェーリ・スピーナ |
| 6日目第3話   | ラウレッタ     | フィレンツェ                                                                      | ノンナ・デ・プルチ夫人、カタノニア貴族デーゴ・デラ・ラッタ |
| 6日目第4話   | ネイフィレ     | ペレートラ                                                                        | クルラード・ジャンフィリアッツィ、料理人キキビーオ |
| 6日目第5話   | パンフィロ     | ムジェロ                                                                          | フォレーゼ・ダ・ラバッタ、絵の名手ジョット |
| 6日目第6話   | フィアンメッタ | マレンマ                                                                          | ミケーレ・スカルツァ、ネーリ・ヴァンニーニ、ピエーロ・ディ・フィオレンティ、バロンチ家の人々 |
| 6日目第7話   | フィロストラト | プラート                                                                          | フィリッパ夫人、リナルド |
| 6日目第8話   | エミリア       | フィレンツェ                                                                      | フレスコ、チェスカ |
| 6日目第9話   | エリッサ       | フィレンツェ                                                                      | グイド・カヴァルカンティ、黒党の領袖ベッド・ブルネスレスキ |
| 6日目第10話  | ディオーネオ   | チェルタルド                                                                      | チュポラ修道士、ずる賢い青年ジョヴァンニ・デル・プラゴニュエーラとビアージョ・ピッツィーニ、修道士の下男グッチョ・バレーナ |
| 7日目第1話   | エミリア       | チェルタルド                                                                      | ジャンニ・ロッテルリンギ・妻デッサ、フェデリーゴ |
| 7日目第2話   | フィロストラト | ナポリ                                                                            | ペロネラ、青年ジャンネルロ・スクリニャーリオ |
| 7日目第3話   | エリッサ       | シエーナ                                                                          | 僧侶リナルド、アニュザ夫人、夫人の夫と子供 |
| 7日目第4話   | ラウレッタ     | アレッツォ                                                                        | トファーノ、妻のギータ夫人 |
| 7日目第5話   | フィアンメッタ | リーミン                                                                          | 嫉妬深い男、男の妻、フリッポ |
| 7日目第6話   | パンピネア     | フィレンツェ                                                                      | イザベラ夫人、ネオネット、騎士ランベルトゥチョ |
| 7日目第7話   | フィロメナ     | ボローニャ                                                                        | ロドヴィーコ（アニキーノ）、ベアトリーチェ夫人 |
| 7日目第8話   | ネイフィレ     | フィレンツェ                                                                      | 嫉妬深い商人アルリグッチョ・ベルリンギエーリ、妻シスモンダ 彼女の恋人ルベールト |
| 7日目第9話   | パンフィロ     | アルゴス                                                                          | 貴族ニコーストラス、彼の妻リューディア、小姓ピュロス |
| 7日目第10話  | ディオーネオ   | シエーナ                                                                          | シエーナ人ティンゴッチョ・ミーニ、シエーナ人メウッチョ・ティ・トゥーラ |
| 8日目第1話   | ネイフィレ     | ミラーノ、                                                                        | ドイツ傭兵グルファルド、ミラーノの商人グワスパルオロ |
| 8日目第2話   | パンフィロ     | ヴァルルンゴ                                                                      | ヴァルンゴの司祭、百姓のペルコーレ |
| 8日目第3話   | エリッサ       | フィレンツェ                                                                      | カランドリーノ、ブルーノ、ブッファルマッコ |
| 8日目第4話   | エミリア       | フィエーゾレ                                                                      | フィエゾーレの主席司祭、ピッカルダ未亡人 |
| 8日目第5話   | フィロストラト | フィレンツェ                                                                      | マーゾ・デル・サッジョ、ニッコーラ・ダ・サン・レスピーディオ、リービ、マッテウッツォ |
| 8日目第6話   | フィロメナ     | フィレンツェ                                                                      | ブルーノ、プッファルマッコ、カランドリー |
| 8日目第7話   | パンピネア     | フィレンツェ                                                                      | 学者リエーリ、未亡人エーレナ |
| 8日目第8話   | フィアンメッタ | シエーナ                                                                          | ピネルロッチョ、ツェッパ、ピネルロッチョの妻 |
| 8日目第9話   | ラウレッタ     | フィレンツェ、ボローニャ                                                          | シモーネ医師、ブルーノ、ブッファルマッコ |
| 8日目第10話  | ディオーネオ   | パレルモ、ナポリ                                                                  | シチリア出身のイアンコフィオーレ、フィレンツェの商人サラバエット |
| 9日目第1話   | フィロメナ     | ピストイア                                                                        | フランチェスカ夫人、リヌッチョ、アレッサンドロ |
| 9日目第2話   | エリッサ       | ロンバルディーア                                                                  | 尼僧イザベッタ、尼僧院長 |
| 9日目第3話   | フィロストラト | フィレンツェ                                                                      | シモーネ医師、ブルーノ、ブッファルマッコ、ネルロ、カランドリーノ |
| 9日目第4話   | ネイフィレ     | シエーナ、マルケ、ボンコンヴェント                                                | チェッコ・ディ・フォルタリーゴ、チェッコ・ディ・アンジョリエーリ |
| 9日目第5話   | フィアンメッタ | カメラタ、フィレンツェ                                                            | カランドリーノ、ニッコローザ、ネルロ、ブルファルマッコ、フィリッポ （カランドリーノはフィエーゾレの道沿いにあるフィレンツェの北の村にいる。） |
| 9日目第6話   | パンフィロ     | フィレンツェ、ムニョーネ                                                          | ピヌッチョ、アドリアーノ |
| 9日目第7話   | パンピネア     | フィレンツェ                                                                      | タラーノ・ディ・イモーレ、マルゲリータ |
| 9日目第8話   | ラウレッタ     | フィレンツェ                                                                      | ピオンデルロ、食いしん坊チアッコ、コルソ |
| 9日目第9話   | エミリア       | アダナ、エルサレム、ガチョウ橋（ポンテ・アル・オーカ）                            | ソロモン、メリッソ、ジョゼーフォ |
| 9日目第10話  | ディオーネオ   | バルレッタ、プーリア、ビトント                                                    | ピエートロ親父、ピエートロの妻司祭ドンノ・ジャンニ・ディ・バローロ、隣人チータ・カラプレーザ・ディ・ジューディチェ・レオ |
| 10日目第1話  | ネイフィレ     | フィレンツェ、スペイン                                                            | スペイン王アンフォンソ、フィレンツェ出身の騎士ルッジェーリ・デ・フィジョヴァンニ |
| 10日目第2話  | エリッサ       | シエーナ・ローマ                                                                  | 盗賊ギーノ・ディ・タッコ、クリュニー修道院長、 |
| 10日目第3話  | フィロストラト | キャセイ                                                                          | ミトリダネス、ナータン |
| 10日目第4話  | ラウレッタ     | ボローニャ                                                                        | 騎士ジェンティーレ・デ・カリセンディ、ニッコルチョ・カッチャニミーコ |
| 10日目第5話  | エミリア       | フリウーリ                                                                        | ディアーラ夫人、アルサンド、魔術師 |
| 10日目第6話  | フィアンメッタ | カステロ・ダマーレ・ディ・スタービア                                              | 老国王カルロ、ネーリ・ディリ・ウベルティ |
| 10日目第7話  | パンピネア     | パレルノ                                                                          | アラゴンの国王ピエートロ、ベルナルドのリーザ |
| 10日目第8話  | フィロメナ     | ローマ、アテネ                                                                    | ティトゥス・クィンクティウス・フルヴゥス、アテネの貴族クレメス、哲学者アリスティプス、ソフローニア、ギシップス |
| 10日目第9話  | パンフィロ     | パヴィーァ、アレクサンドリア                                                      | イスラム教国サラディン、騎士トレルロ |
| 10日目第10話 | ディオーネオ   | サンルッツォ                                                                      | サンルッツォ侯爵グワルティエーリ、百姓の娘グリゼルダ |

## 分析

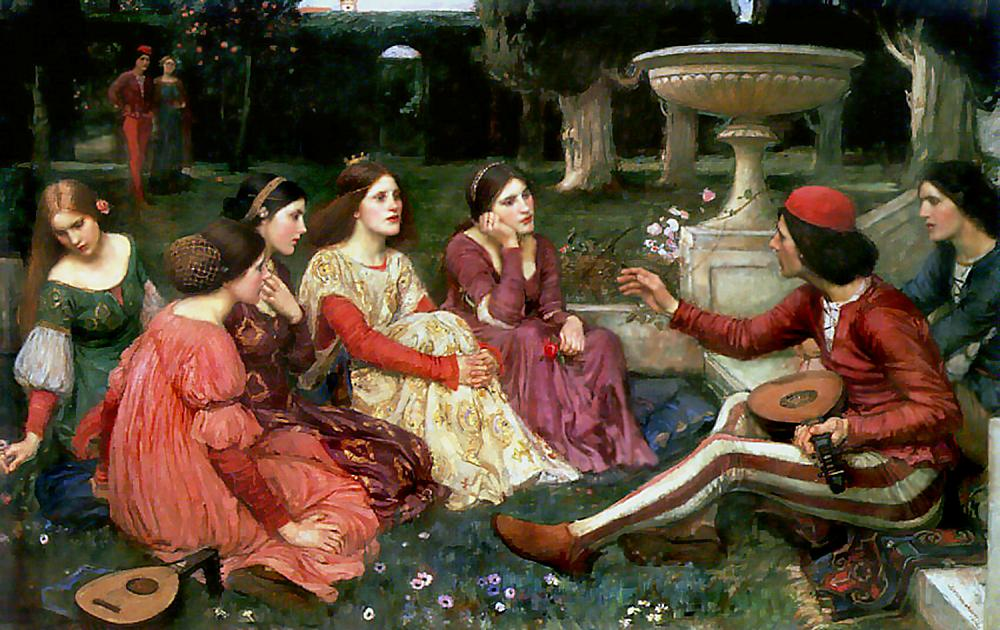
「デカメロン」ジョン・ウィリアム・ウォーターハウス作（1916）

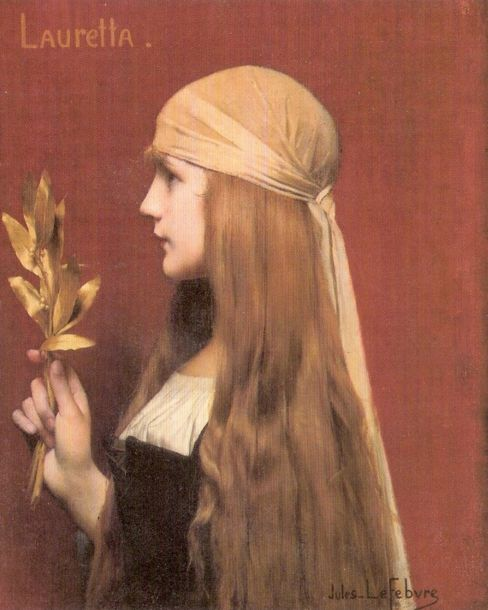
『デカメロン』の語り手の一人である「ラウエッタ」ジュール・ジョゼフ・ルフェーブル作

『デカメロン』はフィレンツェの方言で書かれていて、初期の古典的なイタリアの散文の傑作として考えられている。『デカメロン』の多くの細部には数秘術で神秘主義的な意義のある中世の感覚が吹き込まれている。

## 翻案

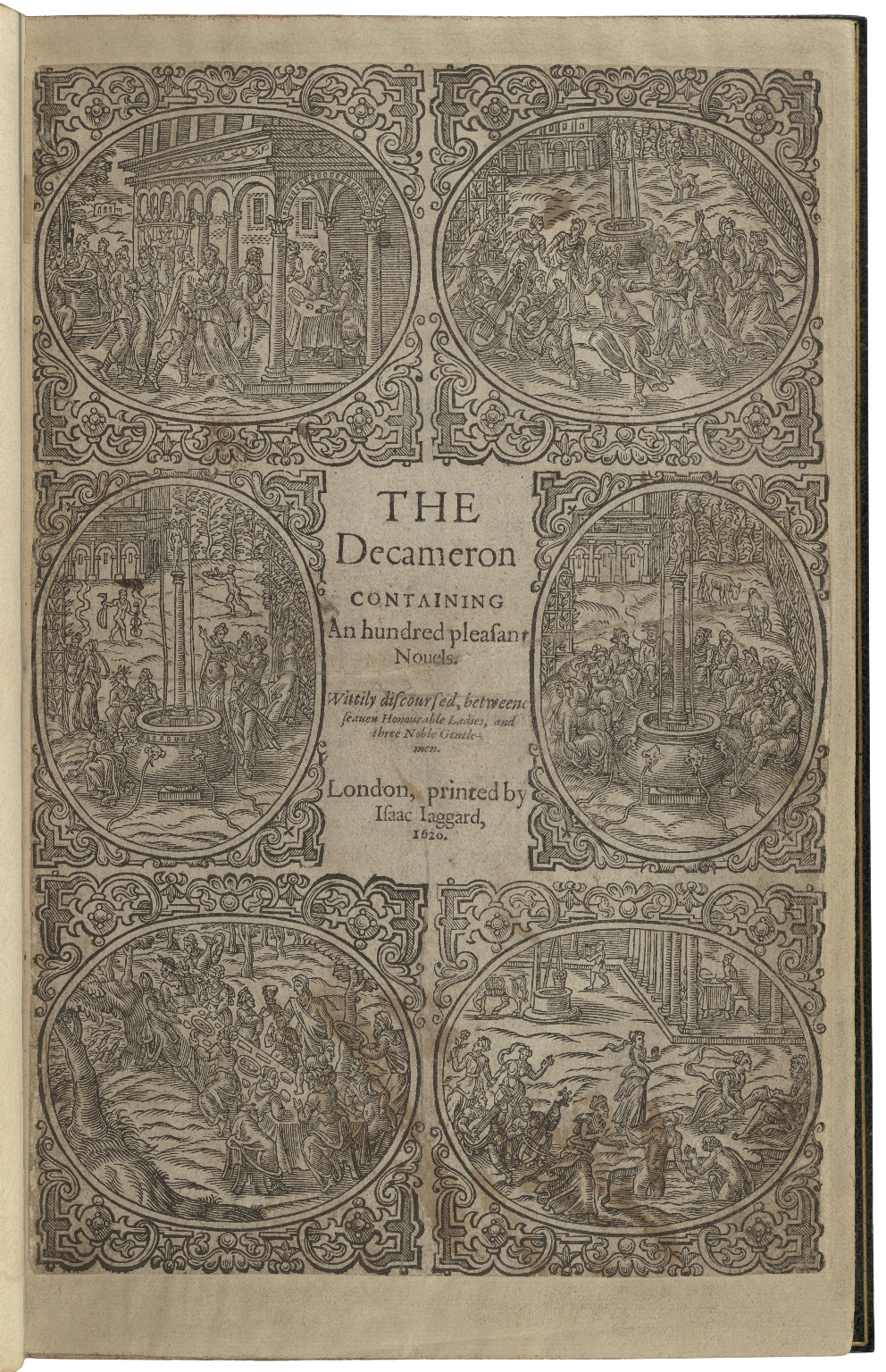
『デカメロン』の1620年版、アイザック・ジャガードによって出版された。

### 絵画
- ピエトロ・ロレンツェッティの『キモンとエフィゲニア』 (美術史美術館、ウィーン) は、5日目の1話にもとづいている。
- サンドロ・ボッティチェッリの『ナスタージョ・デリ・オネスティの物語』 (プラド美術館、マドリード) は、5日目の8話にもとづいている。

### 演劇
- ウィリアム・シェイクスピアの『終わりよければ全てよし』の話は3日目の9話目を参考にしている。シェイクスピアはウィリアム・ハント・ペインターの『悦楽の宮殿』に入っている『デカメロン』の翻訳を読んだとされる[11]。
- 『シンベリン』でのポステュマスのイモージェンの貞操に対する賭けはシェイクスピアにより、ドイツの物語である『ジェノヴァのフレデリック』の英訳からとられた[12][13]。この物語の基本的な内容は『デカメロン』2日目の9話目と同様である。
- 1日目の３話目の指輪のたとえ話はゴットホルト・レッシングの1779年の劇『賢者ナータン』の話の核をなす要素となった[14]。

### 歌曲
- デカメロンの1日目の4話目はチャイルド・バラッド269番の「レディ・ダイアモンド」のもとになった[15]。

### 映画とテレビ
- 『デカメロンの夜話』（1924）はデカメロンの3つの話をもとにしている。
- 『デカメロン夜話』（1953）はデカメロンの3つの話をもとにして、ルイ・ジョーダンがボッカチオ役として主演を務めた。
- ピエル・パオノ・パゾリーニの『デカメロン』（1971）は９作の作品を加えたアンソロジー映画である。
- 2007年の映画のVirgin Territoryは『デカメロン』をもとにしているロマンティック・コメディである。
- 2015年の映画 Maraviglioso Boccaccioはデカメロンの４話の話をもとにしたものである。
- 2017年のコメディ『天使たちのビッチ・ナイト』は3日目の1話目と3日目の2話目を改作したものである。

## 『デカメロン』を参考にした作品集
- マルグリット・ド・ナヴァルの『エプタメロン』は『デカメロン』をおおいに参考にしている。
- 2020年に南オーストラリアのステイトシアターカンパニーとアクトナウシアターは、新型コロナウイルス感染症の危機に応じて『デカメロン2.0』と呼ばれるプロジェクトを立ち上げたが、このプロジェクトには10週間以上にわたり『デカメロン』のテーマにおおまかに関連する10作の物語を制作した10人の作家が関わっていた[16]。
- 新型コロナウイルス危機の影響を受けて、『ニューヨーク・タイムズ・マガジン』の2020年7月12日号は『デカメロンプロジェクト』という表題を付けたマーガレット・アトウットを含む現代の作家による新作とソフィー・ホリントンと他の芸術家による挿絵をつけた短編小説集を掲載した[17]。

## ボッカチオの絵
『デカメロン』が同年代の人々、特に商人にとても人気になったため、多くの『デカメロン』の手稿が残っている。イタリアの文献学者ヴィットーレ・ブランカは原稿を広く調査して、ボッカチオの指示の下で写されたいくつかを特定した。中にはボッカチオ自身によって書かれた注がある。特に2つはおそらくボッカチオ自身が描いたものとされる手の込んだ絵がある。ブランカはそれらの作品が広く流通したので、その後の挿絵に影響を与えたと考えている。1962年にブランカはベルリンの州立図書館にあるコーデックス・ハミルトン90をボッカチオ後期の自筆だと特定した。

## 日本語訳
- 『欧洲情譜　群芳綺話』初編　大久保勘三郎訳　1882年6月　7話分
- 森田草平訳　1931年
- 柏熊達生訳　1955年
- 岩崎純孝訳　1971年
- 平川祐弘訳　2017年